# 広島商業銀行

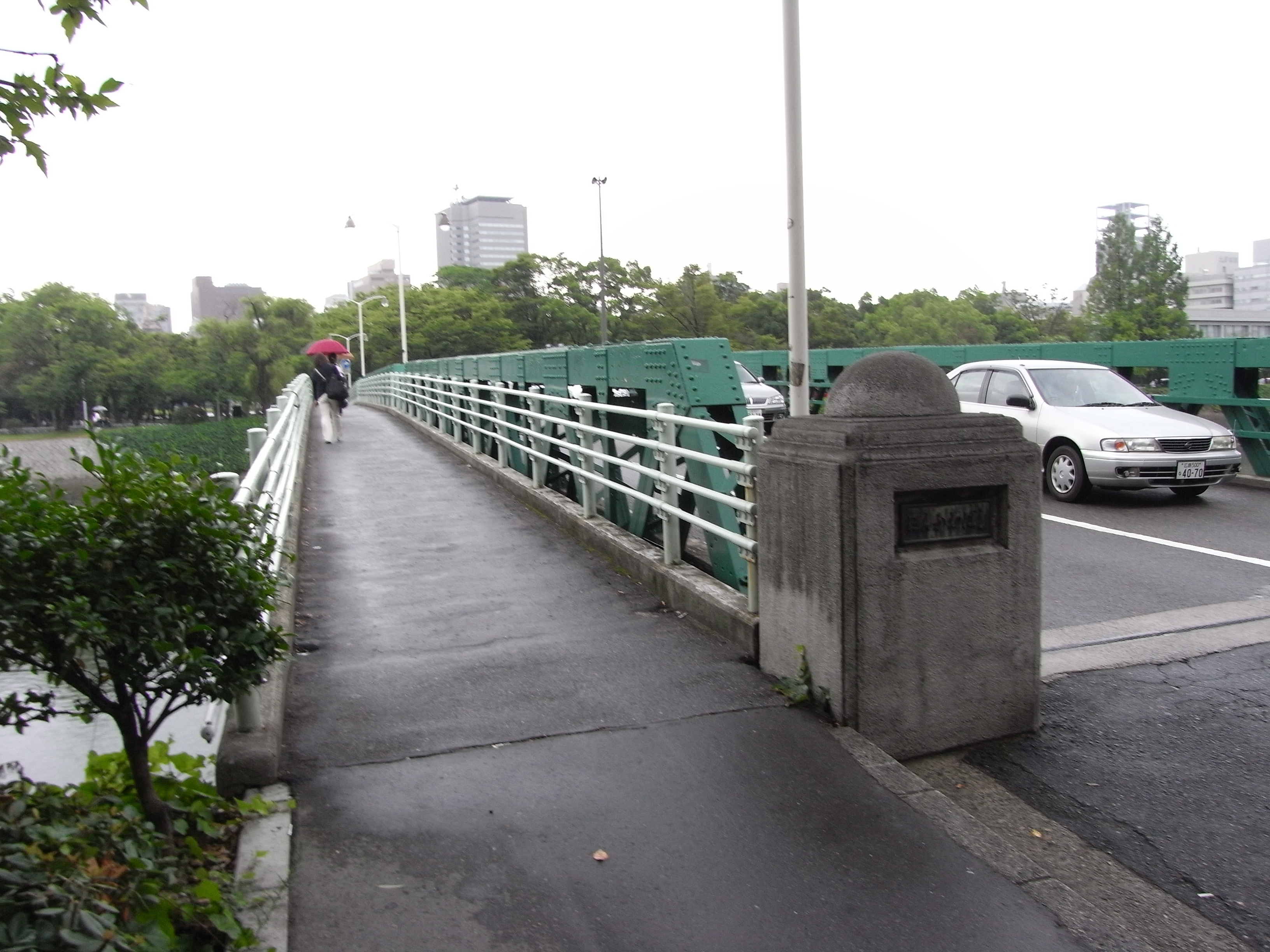
広島市中区の本川橋西詰め（2008年） / この西側の交差点南側にかつて広島商業銀行の塚本町本店が所在していた。

株式会社広島商業銀行（ひろしましょうぎょうぎんこう）は、1896年（明治29年）、広島市に設立された地方銀行で、現在の広島銀行の前身となった銀行の一つである。

## 沿革

### 井東幸七と「闡教部」の活動
広島市塚本町（現在の中区堺町）で肥料問屋を営んでいた資産家・井東幸七は、熱心な浄土真宗本願寺派の門徒として、明治初期に混乱していた真宗の教勢を立て直すべく、1879年（明治12年）に教宣団体「闡教部」設立に参加し、さらに信者の子弟教育のための学校「光道館」の設立（1885年）に尽力した。井東はこれらの活動・運営資金を調達するため、日清戦争以降、軍都として発展を遂げた広島に流通資金が集まっていたことに着目し銀行の設立を計画した。

### 設立と支店網の拡大
以上を背景に、広島商業銀行は、1896年（明治29年）3月9日に免許を受け設立、同年4月1日に井東を頭取として本川橋西詰め近くの塚本町54番邸に本店をおいて開業した。当行の設立時の資本金は200,000円、払い込み金は50,000円で、この時点では1893年の銀行条例施行を背景に県下に多数設立された中小銀行の一つにすぎず、近辺の商家を主な顧客とするものであった。しかしその後順調に業績を伸ばして県内の有力銀行へと成長し、1899年から1906年にかけて広島市近郊に五海市・己斐・古市・横川の4支店を開設して積極的に支店網を拡大した。

### 大正期の発展
当行が煉瓦造り2階建ての本店を新築した1913年（大正2年）末には、金融恐慌が勃発して県内ではいくつかの銀行が取り付けに見舞われるとともに休業をやむなくされた。このさい当行は日本銀行の救済措置によって事なきを得て、翌1914年6月には同じく広島市に本店をおき営業圏が重複していた広島実業銀行を合併したが、この結果、当行の資本金は700,000円、払込資本金は200,000円に達し、実業銀行の店舗5支店を継承して支店網をさらに拡大した。さらに1918年には井東頭取と親しかった久原鉱業の久原房之助の勧めに応じて山口県下松にも支店を設置した。

### 戦後恐慌から藝備銀行の設立へ
だが第一次世界大戦終結後に戦後恐慌が本格化すると、1920年4月以降、当行も取り付けに陥ることとなった。これより先、1919年7月に若林賚蔵広島県知事の周旋により同じく広島市に本店をおく（旧）廣島銀行と当行の合併が画策されていたが、これに尾道市に本店をおく第六十六銀行が加わって翌1920年春には3行の合併契約が結ばれた。これに加え、別個に合併論議が持ち上がっていた三次貯蓄銀行・比婆銀行・角倉銀行・双三貯蓄銀行の備北4行がこの合併に新たに参加することとなり、同年6月30日、新立合併により「藝備銀行」が発足した。これにより当行は10月1日に解散し、塚本町の本店は藝備銀行塚本町支店となった。

### 年表
- 1879年（明治12年）
  - 井東幸七を中心とした闡教部の発足。
- 1896年（明治29年）
  - 3月9日：広島商業銀行の設立免許下付。
  - 4月1日：市内塚本町に本店をおき開業。
- 1899年（明治32年）
  - 8月：五海市支店を設置。
- 1903年（明治36年）
  - 6月：己斐支店を設置。
- 1904年（明治37年）
  - 1月：古市支店を設置。
- 1906年（明治39年）
  - 4月：横川支店を設置。
- 1912年（大正元年）
  - この年から1917年までに堺町・播磨屋町・十日市・猿猴橋町・祇園・可部・本郷・三原・音戸の9支店を設置。
- 1913年（大正2年）
  - 12月：本店を新築・竣工。
- 1914年（大正3年）
  - 6月30日：広島実業銀行を合併。同行の5店舗を引き継ぐ。
- 1918年（大正7年）
  - 4月：下松支店を設置。
- 1919年（大正8年）
  - 7月：若林賚蔵広島県知事の周旋により当行と（旧）廣島銀行との合併が画策される。
- 1920年（大正9年）
  - 2月：当行と廣島銀行・第六十六銀行の合併の仮契約を締結。
  - 4月14日：上記3行の合併契約が締結され、新銀行名を「藝備銀行」とすることが決定。
  - 4月29日：この日の後藤田銀行の取付・臨時休業の影響から取付に陥る。
  - 6月4日：当行および廣島銀行・角倉銀行・第六十六銀行・比婆銀行・双三貯蓄銀行・三次貯蓄銀行との7行合併の契約締結。
  - 6月30日：7行の合併により藝備銀行が新立・発足。塚本町の旧本店は同行の塚本町支店となる。
  - 10月1日：藝備銀行の新立合併にともない解散。
- 1945年（昭和20年）
  - 8月6日：原爆被災により藝備銀行塚本町支店が壊滅し、同日支店廃止。

## 当行へ統合された銀行

### 広島実業銀行
広島実業銀行は、1900年（明治33年）4月15日に設立総会を開催して設立され、同年6月8日に営業認可を受け7月1日に開業した。古くからの繁華街である広島市十日市町（現・中区）に本店をおき、設立時の資本金は100,000円、払い込み金は25,000円であった。1914年（大正3年）6月30日に広島商業銀行に合併され解散した。

## 歴代頭取
- 井東幸七（1896年（明治29年）4月 - 1920年（大正9年）10月）

## 店舗

### 本店
開業当時の本店は塚本町54番邸に所在していたが、業務の拡大により手狭になったため、1913年（大正2年）12月に本川橋西詰めの塚本町61番邸に竣工した2代目本店（現・中区堺町）に移転した。2代目本店は白御影石も使用した煉瓦造り2階建ての洋館で、設計者・施工者はともに不明であるが、本川橋西詰めの交差点に正面玄関のアーチを向けて立地し、その上に小さなドームを載せてコーナーが盛り上がるような構成をとっていた。この建物は古くからの問屋街であったこの界隈において、本川橋のトラスとともに異彩を放っていたといわれる。
1920年の藝備銀行の新立合併にともないこの店舗は同行の塚本町支店となった。しかし1945年（昭和20年）8月6日の原爆被災によって、爆心地から至近（480m）の位置にあったこの建物は、わずかに玄関アーチと外壁の一部だけを残して壊滅し、出勤途上の職員3名も犠牲となった。そして同日をもって塚本町支店は廃止され、その業務は同行の本店営業部に引き継がれた。店舗の残骸は少なくとも同年11月頃まで放置されていたが、その後時期は不明ながら撤去されたため現存しない。

### 支店
- 五海市支店（佐伯郡五海市町（現・広島市佐伯区）） - 1899年8月開設[9]。
- 己斐支店（佐伯郡己斐町（現・広島市西区）） - 1903年6月開設[9]。
- 古市支店（安佐郡三川村（現・広島市安佐南区）） - 1904年1月開設[9]。
- 横川支店（安佐郡三篠村（現・広島市西区）） - 1906年4月開設[9]。
- 堺町支店（現・広島市中区）[9]
- 播磨屋町支店（現・広島市中区本通）[9]
- 十日市支店（現・広島市中区） - 1914年6月、広島実業銀行の本店を継承[9][18]。
- 猿猴橋町支店（現・広島市南区） - 1914年6月、広島実業銀行の支店を継承[9][18]。
- 祇園支店（安佐郡祇園町南下安（現・広島市安佐南区）） - 1914年6月、広島実業銀行の支店を継承[9][18]。
- 可部支店（安佐郡可部町（現・広島市安佐北区）） - 1914年6月、広島実業銀行の支店を継承[9][18]。
- 本郷支店（豊田郡本郷村（現・三原市）） - 1914年6月、広島実業銀行の支店を継承[9][18]。
- 三原支店（御調郡三原町（現・三原市））[9]
- 音戸支店（安芸郡音戸町（現・呉市））[9]
- 下松支店（山口県都濃郡下松町（現・下松市）） - 1907年4月開設[9]。